# Soboundou
Soboundou es una comuna o municipio del círculo de Niafunké de la región de Tombuctú, en Malí. En abril de 2009 tenía una población censada de 40 425 habitantes.
Se encuentra ubicada en el centro del país y al suroeste de la región de Tombuctú, en la zona de la sabana inundada del delta interior del Níger-Bani.